# Giáng thủy

Lượng giáng thủy trung bình hàng năm theo mm và inch trên thế giới. Vùng màu xanh nhạt là sa mạc.

Lượng mưa trung bình dài hạn theo tháng.

Giáng thủy trong khí tượng học là tên gọi chung các hiện tượng nước thoát ra khỏi những đám mây dưới các dạng lỏng (mưa) và dạng rắn (mưa tuyết, mưa đá, tuyết), nhằm phân biệt với các hiện tượng nước tách ra từ không khí (sương), lượng mưa xảy ra khi một phần của khí quyển trở nên bão hòa với hơi nước (đạt độ ẩm tương đối 100%), để nước cô đọng và "ngưng tụ" sương móc, sương băng). Do đó, bụi và sương mù không phải là ngưng tụ mà là huyền phù, vì hơi nước không cô đọng đủ để ngưng tụ. Nó là cách chính để nước khí quyển quay trở lại Trái Đất. Phần lớn lượng giáng thủy là mưa. Hai quá trình, có thể hoạt động cùng nhau, có thể dẫn đến không khí trở nên bão hòa: làm mát không khí hoặc thêm hơi nước vào không khí. Lượng mưa hình thành khi các giọt nhỏ hơn kết hợp lại thông qua va chạm với các giọt mưa hoặc tinh thể băng khác trong một đám mây. Những cơn mưa ngắn, dữ dội ở những địa điểm rải rác được gọi là "mưa rào".
Độ ẩm được nâng lên, mặt khác buộc phải tăng lên trên một lớp không khí đóng băng phụ ở bề mặt có thể bị ngưng tụ thành mây và mưa. Quá trình này thường hoạt động khi mưa đóng băng xảy ra. Một (Front tĩnh) thường có mặt gần khu vực mưa đóng băng và đóng vai trò là trọng tâm để thúc đẩy, tăng không khí ở đó.Với điều kiện có độ ẩm không khí cần thiết và đủ, độ ẩm trong không khí tăng sẽ ngưng tụ thành mây, cụ thể là nimbostratus và cumulonimbus nếu lượng mưa có liên quan đáng kể. Cuối cùng, các giọt nhỏ mây sẽ phát triển đủ lớn để tạo thành những hạt mưa và rơi xuống Trái Đất nơi chúng sẽ đóng băng khi tiếp xúc với các vật thể tiếp xúc. Khi có các vùng nước tương đối ấm, ví dụ do sự bay hơi nước từ các hồ, (tuyết hiệu ứng hồ) trở thành mối lo ngại của các hồ nước ấm trong dòng chảy xoáy lạnh xung quanh mặt sau của (lốc xoáy sóng). (Tuyết hiệu ứng hồ) có thể nặng cục bộ. (Giông bão mùa đông) có thể nằm trong đầu dấu phải của lốc xoáy và trong các dải ngưng tủ của hiệu ứng hồ. Ở các khu vực miền núi, lượng mưa lớn có thể xảy ra khi dòng chảy tăng lên tối đa trong gió các mặt của địa hình ở độ cao. Trên sườn núi, khí hậu sa mạc có thể tồn tại do không khí khô gây ra bởi hệ thống sưởi nén. Hầu hết lượng mưa xảy ra trong vùng nhiệt đới  và được gây ra bởi sự đối lưu. Sự chuyển động của máng gió mùa, hay vùng hội tụ liên vùng, mang lại mùa mưa cho các vùng thảo nguyên.
Lượng mưa là thành phần chính của (vòng tuần hoàn nước ) và chịu là nguyên nhân gây ra lắng đọng nước ngọt trên hành tinh. Khoảng 505.000 km khối (121.000 cu mi) nước lượng mưa rơi xuống mỗi năm; 398.000 km khối (95.000 cu mi) trên các đại dương và 107.000 km khối (26.000 cu mi) trên đất liền .Với diện tích bề mặt Trái Đất, điều đó có nghĩa là lượng mưa trung bình hàng năm trên toàn cầu là 990 mm (39 in), nhưng trên đất liền chỉ là 715 mm (28,1 in). Các hệ thống phân loại khí hậu như hệ thống phân loại khí hậu Köppen sử dụng lượng mưa trung bình hàng năm để giúp phân biệt giữa các chế độ khí hậu khác nhau.
Lượng mưa có thể xảy ra trên các thiên thể khác, ví dụ khi trời lạnh, Sao Hỏa có lượng mưa rất có thể ở dạng băng giá, đúng hơn là mưa hoặc tuyết.

## Quá trình hình thành hạt mưa
Những đám mây trên bầu trời chứa hơi nước và những hạt nhân mây nhỏ, các hạt nhân mây này quá nhỏ để có thể rơi xuống thành mưa, nhưng nó cũng đủ lớn để hình thành nên các đám mây có thể nhìn thấy được. Nước vẫn tiếp tục bốc hơi và ngưng tụ hơi nước trong bầu trời. Nếu nhìn gần một đám mây, ta có thể nhìn thấy những phần đang biến mất (đang bốc hơi) trong khi những phần khác đang phát triển (ngưng tụ). Phần lớn lượng nước được ngưng tụ trong các đám mây không rơi xuống thành giáng thủy. Vì để giáng thủy xảy ra, trước tiên những giọt nước nhỏ phải được ngưng tụ. Những phân tử nước có thể kết hợp với nhau thành những giọt nước lớn hơn và đủ nặng để rơi thành mưa. Cần tới hàng triệu hạt mây để hình thành chỉ một hạt mưa nhỏ.

## Lượng mưa
Lượng mưa là đại lượng thể hiện mức độ mưa nhiều hay ít. Nó được đo bằng độ sâu của nước mưa thu được trên một bề mặt phẳng. Lượng mưa thường được đo bằng đơn vị milimet. Dụng cụ để đo lượng mưa là máy đo lượng mưa.
Ví dụ:
- Lớp nước mưa trong dụng cụ đo dày 1,5 cm, có nghĩa là lượng mưa 15mm.
- Lớp nước mưa trong dụng cụ đo dày 5 cm, có nghĩa là lượng mưa 50mm.
Lượng giáng thủy phân bố không đều trên thế giới, trong một nước hoặc thậm chí trong một thành phố. Nhìn chung những khu vực ít mưa là khu vực trong khoảng kinh tuyến 30 - 40 độ ở cả hai bán cầu, khu vực khuất gió, ảnh hưởng của dòng biển lạnh; khu vực mưa nhiều tập trung ở vùng xích đạo, vùng vĩ độ thấp, nơi có địa hình đón gió, nơi gần biển có dòng hải lưu ấm. Ví dụ, tại Atlanta, Georgia, Mỹ, một trận mưa giông mùa hè có thể sản sinh ra một lớp nước mưa dày 2,5 cm hoặc nhiều hơn trên một con đường, trong khi đó ở một vùng khác cách đó vài km thì vẫn khô ráo. Nhưng, tổng lượng mưa một tháng tại Georgia thường nhiều hơn tổng lượng mưa năm tại Las Vegas, Nevada. Kỷ lục thế giới về lượng mưa năm trung bình thuộc về Đỉnh Waialeale, Hawaii với lượng mưa trung bình là 1.140 cm. Đặc biệt, tại Nawsynram ở bang Meghalaya miền đông Ấn Độ lượng mưa trung bình năm xấp xỉ 12.000mm cao nhất thế giới. Tương phản với lượng nước mưa dồi dào tại Arica, ở Chile đã từng không có mưa trong 14 năm.
Lượng giáng thủy tăng từ các vĩ độ cận nhiệt đới (600 mm trong khoảng kinh tuyến 30-40 độ) về khu vực gần xích đạo (phổ biến 1000 – 3000 mm trong khoảng vĩ tuyến 0-10 độ) và giảm về phía bắc ở (khoảng 50-60 độ vĩ Bắc) đến các vùng cực (thấp nhất). Ở Nam bán cầu, lượng mưa lớn nhất được ghi nhận ở quanh 50-60 vĩ độ Nam.
Dụng cụ đo mưa
Các dụng cụ đo mưa còn được gọi là vũ lượng kế. Có rất nhiều loại dụng cụ đo mưa, có thể tạm phân loại dụng cụ đo mưa như sau:
-     Vũ lượng kế đơn giản;
-     Vũ lượng kế tự ghi;
-   Vũ lượng kế tự động.
Hiện nay, người ta thường sử dụng các loại vũ lượng kế như sau:
Vũ lượng kế đơn giản
Nguyên lý đo: đo thủ công (người đo trực tiếp).
Dụng cụ chính gồm: thùng đo mưa và cốc đo mưa.
Thùng đo mưa
Vũ lượng kế đơn giản nhất và được sử dụng phổ biến nhất là thùng đo mưa.
Thùng đo mưa làm bằng tôn, gồm hai ngăn, được thông nhau bằng một cái phễu hình nón, có tác dụng làm giảm sự bốc hơi. Thùng có nắp để đậy khi thay thùng lúc quan trắc.
- Diện tích miệng thùng đo mưa: 200 cm².
- Chiều cao thùng đo mưa: 40 cm.
- Miệng thùng đo mưa đặt cách mặt đất: 1,5m.
- Thùng đo mưa phải đặt cách xa các vật cản như nhà cửa, cây cối từ 3 lần đến 4 lần chiều cao của vật cản.
Miệng thùng đo mưa hình tròn. Vì vậy, đường kính miệng thùng đo mưa có chiều dài xấp xỉ 16 cm.
Ảnh: Thùng đo mưa, cốc đo mưa P200 và trụ đo mưa.
* Cốc đo mưa
Khi đo lượng mưa, người ta không đo trực tiếp trong thùng đo mưa mà dùng cốc đo mưa để đo lượng mưa (có một phần tác dụng là phóng đại lớp nước mưa nhằm làm giảm sai số đo).
Có hai loại cốc đo mưa phổ biến trên thị trường hiện nay là P200 và P500.
Loại cốc đo mưa thường được sử dụng nhất là cốc đo mưa P200 (Loại cốc đo dành cho thùng đo mưa có diện tích miệng thùng S = 200cm²).
Cốc đo mưa được làm bằng thủy tinh. Diện tích miệng cốc đo mưa P200 là 10 cm², chiều cao để đo của cốc là 20 cm. Trên cốc đo mưa được khắc thành 100 vạch nhỏ, mỗi vạch nhỏ có thể tích nước là 2 cm³, tương ứng với thể tích lớp nước có chiều dày 0,1mm của thùng đo mưa.
Vũ lượng kế tự ghi
  Nguyên lý hoạt động: chao lật, cảm ứng từ và tự ghi lượng mưa trên giản đồ.
'  Các loại vũ lượng kế tự ghi hiện nay thường được sử dụng là SL3, SL1, SL 3-1.'
Lượng mưa được ghi lại trên giản đồ và sau đó được quy toán để biết lượng mưa.
Vũ lượng kế tự động
Nguyên lý hoạt động: chao lật và tự động ghi lượng mưa trên các thiết bị điện tử (Thường được đo kết hợp với các yếu tố khí tượng khác).
Tự ghi lượng mưa, lưu lại trong bộ nhớ và khi cần thì truy xuất dữ liệu mưa bằng các phần mềm chuyên dụng.
 Cách đo mưa thủ công
- Đến giờ quan trắc, mang thùng dự trữ thay cho thùng đang đo, đậy nắp thùng đang đo và đem vào phòng làm việc để đo. Trường hợp mưa to, đo ngay sau khi mưa hoặc trong khi mưa. Những ngày trời nắng, để tránh sự bốc hơi, nên đo ngay sau khi tạnh mưa.
- Nếu lượng mưa < 10mm chỉ đo 1 lần, nếu > 10mm thì phải đo nhiều lần (vì mỗi cốc đo P200 chỉ đo được 10mm nước mưa). Khi đo mở nắp thùng, nghiêng thùng đổ nước vào cốc đo mưa và đọc chính xác đến 0,1mm.
- Khi đọc, phải đưa mực nước trong cốc đo ngang tầm mắt của quan trắc viên.
- Ghi lượng mưa quan trắc được vào sổ đo mưa.
Tính lượng mưa
Lượng mưa ngày
Lượng mưa ngày được tính từ 19h ngày hôm trước đến 19h ngày hôm sau.
Lượng mưa trận
Lượng mưa trận được tính từ đầu trận mưa đến khi kết thúc trận mưa.
Lượng mưa đợt
Lượng mưa đợt được tính từ đầu đợt mưa đến khi kết thúc đợt mưa.
Chế độ đo mưa
Hàng ngày đo mưa 2 lần vào lúc 7 h và 19 h. Và tùy theo từng yêu cầu cụ thể, có thể đo mưa nhiều lần trong ngày.
Tuy nhiên, phải đảm bảo không để nước mưa đầy thùng thoát ra ngoài. Sau khi tạnh mưa, nếu trời nắng phải đo ngay (để tránh bị bốc hơi).
Ghi chép số liệu mưa
-   Hàng ngày phải ghi chép số liệu mưa đo được vào sổ ghi lượng mưa.
-   Đơn vị để tính lượng mưa là milimét và tính số lẻ đến 0,1 mm.
-   Khi đo mưa, nếu thùng khô thì ghi vào sổ bằng một gạch ngang ngắn  (-);
-   Khi đo mưa, nếu có mưa nhỏ nhưng trong thùng vẫn không có nước thì ghi vào sổ bằng 2 số 0 liền nhau ở giữa có dấu phẩy (0,0).
-   Lượng mưa đo lúc 7 h ghi vào cột mưa đêm.
-   Lượng mưa đo lúc 19 h ghi vào cột mưa ngày.
-  Cuối ngày phải ghi tổng lượng mưa ngày;
-   Cuối tuần (10 ngày) và cuối tháng phải ghi tổng lượng mưa tuần và tháng.

## Làm thế nào không khí trở nên bão hòa

### Làm mát không khí đến điểm sương của nó
Điểm sương là nhiệt độ mà một phần không khí phải được làm mát để trở nên bão hòa, và (trừ khi xảy ra siêu bão hòa) ngưng tụ thành nước.. Hơi nước thường bắt đầu ngưng tụ trên các hạt nhân ngưng tụ như bụi, nước đá và muối để tạo thành các đám mây. Một phần cao của một khu vực phía trước thúc đẩy các khu vực rộng nâng lên, tạo thành các tầng mây như (altostratus) hoặc (cirrostratus). (Stratus) là một tầng mây ổn định có xu hướng hình thành khi một khối không khí mát mẻ,không khí ổn định bị mắc kẹt bên dưới một khối không khí ấm áp. Nó cũng có thể hình thành do việc tan đi (sương mù) trong điều kiện gió nhẹ..
Có bốn cơ chế chính để làm mát không khí đến điểm sương của nó: (làm mát đoạn nhiệt), làm mát dẫn điện, (làm mát bức xạ) và làm mát bay hơi. (Làm mát đoạn nhiệt) xảy ra khi không khí tăng và mở rộng. Không khí có thể tăng lên do sự (đối lưu), chuyển động khí quyển quy mô lớn hoặc một rào cản vật lý như một ngọn núi (thang máy Orogecraft). Làm mát dẫn điện xảy ra khi không khí tiếp xúc với bề mặt lạnh hơn, thường bằng cách thổi từ bề mặt này sang bề mặt khác, ví dụ từ bề mặt nước lỏng đến vùng đất lạnh hơn. Làm mát bức xạ xảy ra do sự phát xạ của (bức xạ nhiệt), bằng không khí hoặc bởi bề mặt bên dưới. Làm mát bằng bay hơi xảy ra khi hơi ẩm được thêm vào không khí thông qua sự bay hơi, điều này buộc nhiệt độ không khí làm mát đến (nhiệt độ cầu ướt) của nó hoặc cho đến khi đạt đến độ bão hòa.

### Thêm độ ẩm cho không khí
Những cách chính mà hơi nước được thêm vào không khí là: gió hội tụ vào các khu vực chuyển động phía trên, mưa hoặc virga rơi từ trên cao, sưởi ấm ban ngày làm bốc hơi nước từ bề mặt đại dương, vùng nước hoặc vùng đất ẩm ướt, thoát hơi nước từ thực vật, không khí mát hoặc khô di chuyển trên nước ấm hơn, và nâng không khí trên núi..

## Các kiểu ngưng tụ

### Hạt mưa
Sự (kết tụ) xảy ra khi các giọt nước hợp nhất để tạo ra các giọt nước lớn hơn hoặc khi các giọt nước đóng băng trên một tinh thể băng, được gọi là quá trình (Bergeron). Tốc độ rơi của các giọt rất nhỏ không đáng kể, do đó các đám mây không rơi ra khỏi bầu trời; lượng mưa sẽ chỉ xảy ra khi những thứ này kết lại thành những giọt lớn hơn. Khi bất ổn không khí xảy ra, các giọt nước va chạm, tạo ra các giọt lớn hơn. Khi những giọt nước lớn hơn này hạ xuống, sự kết tụ vẫn tiếp tục, do đó những giọt nước trở nên đủ nặng để vượt qua sức cản của không khí và rơi xuống thành mưa..
Hạt mưa có kích thước đường kính trung bình từ 0,1 mm (0,0039 in) đến 9 mm (0,35 in), ở trên đó chúng có xu hướng vỡ ra. Những giọt nhỏ hơn được gọi là những giọt mây và hình dạng của chúng là hình cầu. Khi một hạt mưa tăng kích thước, hình dạng của nó trở nên (dẹt hơn), với mặt cắt lớn nhất của nó phải đối mặt với luồng không khí đang đến. Trái ngược với những hình ảnh hoạt hình của những hạt mưa, hình dạng của chúng không giống như một giọt nước mắt.. Cường độ và thời gian mưa thường liên quan đảo ngược, tức là bão có cường độ cao có thể có thời gian ngắn và bão có cường độ thấp có thể có thời gian dài.. Những giọt mưa liên quan đến mưa đá tan chảy có xu hướng lớn hơn những giọt mưa khác. Mã METAR cho mưa là RA, trong khi mã hóa cho mưa rào là SHRA.

### Đá viên
Đá viên hoặc mưa đá là một dạng ngưng tụ bao gồm những viên đá nhỏ, trong mờ. Viên đá thường nhỏ (nhưng không phải luôn luôn) nhỏ hơn (mưa đá)..
Viên đá hình thành khi một lớp không khí đóng băng bên trên tồn tại với không khí đóng băng phụ cả trên và dưới. Điều này gây ra sự tan chảy một phần hoặc hoàn toàn của bất kỳ bông tuyết nào rơi qua lớp ấm. Khi chúng rơi trở lại vào lớp đóng băng phụ gần bề mặt hơn, chúng lại đông lại thành những viên đá. Tuy nhiên, nếu lớp đóng băng phụ bên dưới lớp ấm quá nhỏ, lượng mưa sẽ không có thời gian để đóng băng lại, và mưa đóng băng sẽ là kết quả ở bề mặt. Một hồ sơ nhiệt độ cho thấy một lớp ấm trên mặt đất rất có thể được tìm thấy trước một (front ấm) trong mùa lạnh, nhưng đôi khi có thể được tìm thấy đằng sau một (front lạnh) đi qua.

### Mưa đá
Giống như các lượng mưa khác, (mưa đá) hình thành trong các đám mây bão khi các giọt nước siêu lạnh đóng băng khi tiếp xúc với các (hạt nhân ngưng tụ), chẳng hạn như bụi hoặc bụi bẩn. Bão (updraft) thổi mưa đá đến phần trên của đám mây. dòng vận động của không khí tiêu tan và mưa đá rơi xuống, dòng vận động của không khí trở lại và được nâng lên một lần nữa. Mưa đá có đường kính từ 5 mm (0,20 in) trở lên. Trong mã METAR, GR được sử dụng để biểu thị mưa đá lớn hơn, đường kính ít nhất 6,4 mm (0,25 in). GR có nguồn gốc từ tiếng Pháp grêle. Mưa đá có kích thước nhỏ hơn, cũng như các viên tuyết, sử dụng mã hóa của GS, viết tắt của từ tiếng Pháp grésil.. Những viên đá chỉ lớn hơn cỡ quả bóng golf là một trong những kích cỡ mưa đá được báo cáo thường xuyên nhất.. Mưa đá có thể phát triển đến 15 cm (6 in) và nặng hơn 500 gram (1 lb).. Trong các cơn mưa đá lớn, (nhiệt tiềm ẩn) phát ra khi đóng băng thêm có thể làm tan lớp vỏ ngoài của mưa đá. Mưa đá sau đó có thể trải qua sự ' tăng trưởng ướt', nơi lớp vỏ ngoài lỏng thu thập các trận mưa đá nhỏ khác.. Mưa đá có được một lớp băng và ngày càng lớn hơn với mỗi lần đi lên. Khi một trận mưa đá trở nên quá nặng để được hỗ trợ bởi dòng vận động không khí của cơn bão, nó sẽ rơi xuống từ đám mây..

### Bông tuyết
Các tinh thể tuyết hình thành khi các đám mây (siêu lạnh) (đường kính khoảng 10 μm) đóng băng. Khi một giọt đã đóng băng, nó sẽ phát triển trong môi trường (siêu bão hòa). Vì các giọt nước nhiều hơn các tinh thể băng, các tinh thể có thể phát triển tới hàng trăm micromet với chi phí của các giọt nước. Quá trình này được gọi là (quá trình Wegener-Bergeron-Findeisen). Sự cạn kiệt của hơi nước làm cho các giọt bay hơi, có nghĩa là các tinh thể băng phát triển với chi phí của các giọt. Những tinh thể lớn này là một nguồn ngưng tụ hiệu quả, chúng rơi vào khí quyển do khối lượng của chúng, và có thể va chạm và dính vào nhau thành cụm, hoặc tập hợp. Những vật liệu này là những bông tuyết, và thường là loại hạt băng rơi xuống đất.. Kỷ lục Guinness thế giới liệt kê những bông tuyết lớn nhất thế giới vào tháng 1 năm 1887 tại Fort Keogh, Montana; được một người đo được với kích thước rộng 38 cm (15 inch).. Các chi tiết chính xác của cơ chế dán vẫn là một chủ đề nghiên cứu.
Mặc dù băng tuyết rõ ràng, sự tán xạ ánh sáng bởi các mặt tinh thể và các hốc không hoàn hảo có nghĩa là các tinh thể thường xuất hiện màu trắng do sự phản xạ khuếch tán của toàn bộ phổ ánh sáng bởi các hạt băng nhỏ.. Hình dạng của bông tuyết được xác định rộng rãi bởi nhiệt độ và độ ẩm mà nó được hình thành.. Hiếm khi, ở nhiệt độ khoảng −2 °C (28 °F), những bông tuyết có thể hình thành trong những bông tuyết hình tam giác ba cạnh đối xứng. Các hạt tuyết phổ biến nhất có vẻ không đều, mặc dù những bông tuyết gần như hoàn hảo có thể phổ biến hơn trong ảnh vì chúng hấp dẫn hơn về mặt thị giác. Không có hai bông tuyết nào giống nhau, khi chúng phát triển với tốc độ khác nhau và theo các kiểu khác nhau tùy thuộc vào nhiệt độ và độ ẩm thay đổi trong bầu khí quyển mà chúng rơi trên mặt đất.. Mã METAR cho tuyết là SN, trong khi mưa tuyết được mã hóa SHSN.

### Bụi kim cương
Bụi kim cương, còn được gọi là kim băng hoặc tinh thể băng, hình thành ở nhiệt độ gần −40 °C (−40 °F) do không khí có độ ẩm cao hơn một chút từ hỗn hợp với không khí lạnh hơn, bề mặt.. Chúng được làm từ các tinh thể băng đơn giản, hình lục giác.. Mã định danh METAR cho bụi kim cương trong các báo cáo thời tiết quốc tế hàng giờ là IC..